# Mus goundae
Mus goundae (Миша гундська) — вид роду мишей (Mus).

## Поширення
Країни поширення: Центрально-Африканська Республіка. Вид відомий лише з околиць тип місцевості недалеко від річки Гунда, англ. Gounda.

## Екологія
Середовищем проживання є вологі савани.